# Dolmens du Port-Blanc
Les dolmens du Port-Blanc (ou dolmens de Porz-Guen) sont deux dolmens situés à Saint-Pierre-Quiberon, dans le département français du Morbihan.

## Historique
À la suite d'une dégradation des monuments, Félix Gaillard fouille le site en février 1883. L'édifice est restauré en 1884 et classé au titre des monuments historiques par la liste de 1889. En 2008, des travaux d'aménagement du site ont permis d'en réaliser un relevé plus complet.

## Description
Les deux dolmens ont été édifiés en bordure de falaise, à proximité de la Pointe du Percho, où de nombreux silex ont été recueillis lors de ramassages de surface. Les deux dolmens (dolmen dit « A » à l'ouest et dolmen dit « B » au sud-ouest sur le plan dressé par F. Gaillard) sont  du type dolmen à couloir. Ils sont orientés au sud-est et disposés en parallèle à 5 m de distance l'un de l'autre, dans un cairn, conservé sur 1 à 1,5 m de hauteur ceinturé par un mur de parement externe. Les travaux de 2008 ont permis de démontrer que les deux dolmens n'ont pas été construits à la même période dans un unique cairn : le dolmen A, plus récent, a été rajouté à une construction plus ancienne, le dolmen B

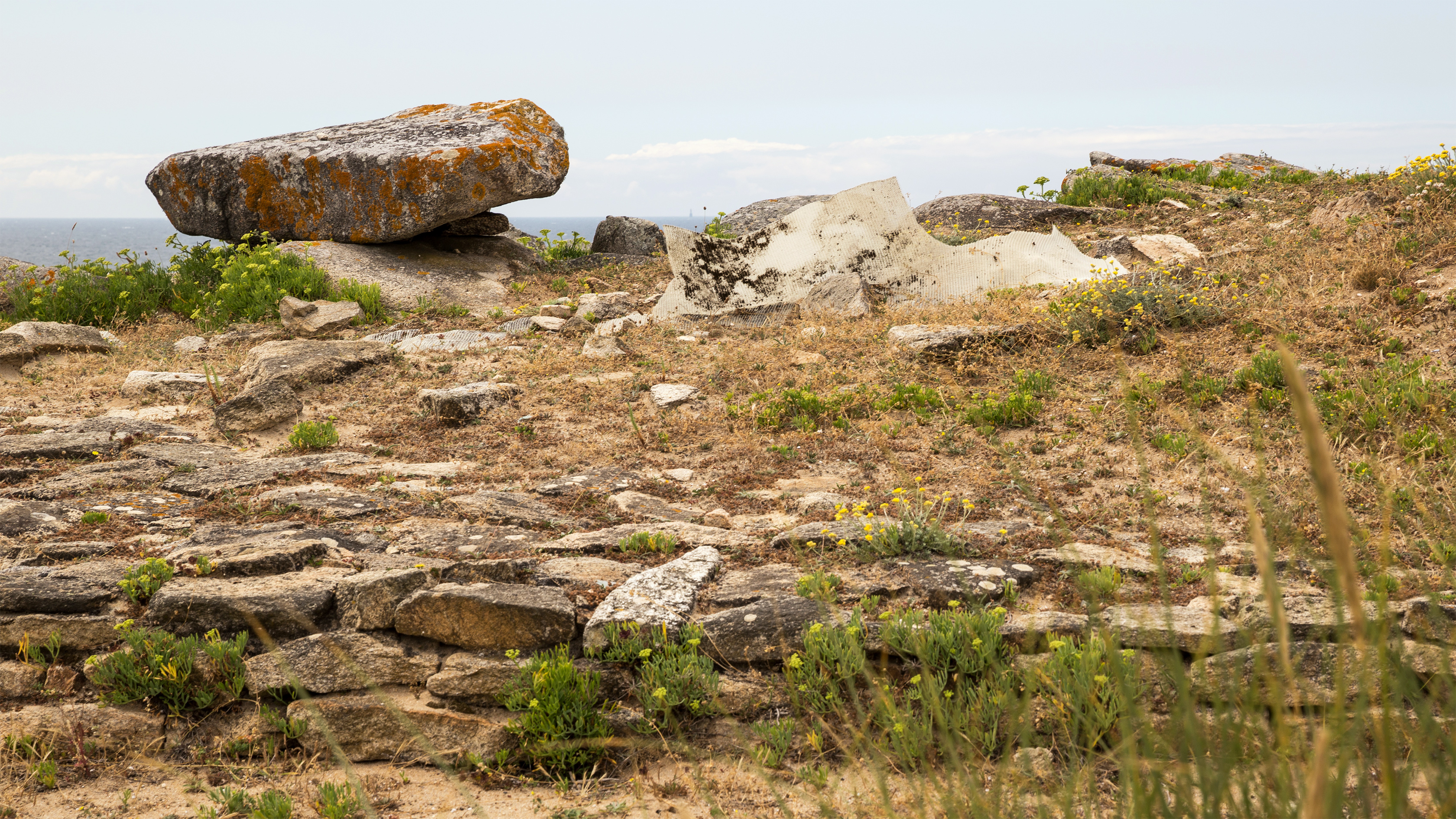
Mur de parement du cairn visible au premier plan.

Le dolmen A comporte une chambre, délimitée par huit orthostates d'une hauteur comprise entre 1,20 m et 1,30 m, de forme sub-rectangulaire (2,65 m sur 2,55 m). Le couloir n'est plus délimité que par cinq dalles. Il mesure 2 m de long sur 1,10 m de large. Le passage du couloir à la chambre est matérialisé par une sorte de portique constitué d'une dalle de 2 m sur 0,90 m. Ce type d'aménagement n'est pas fréquent dans l'ouest armoricain mais une architecture similaire a été observé au dolmen de Keredo à Erdeven. Selon F. Gaillard, les deux dolmens étaient recouverts par une voûte en encorbellement et le sol des chambres était couvert d'un dallage en pierres plates reposant sur un lit de petits galets.
Le dolmen B comporte une chambre qui devait probablement être de forme circulaire (4 m de diamètre) à l'origine mais dont il manque désormais une partie en raison de l'érosion de la falaise. Le couloir est délimité par huit orthostates sur le plan de Gaillard mais il n'en compte plus que quatre désormais. Il mesure 3,25 m de long sur 1 m de largeur, son axe est orienté sur le centre de la chambre au sud-est. 
En creusant, à 5,20 m des parois du dolmen A, une tranchée exploratoire F. Gaillard a découvert une plate-forme grossière (0,95 m sur 0,95 m sur 0,40 m d'épaisseur) constituée d'un lit de pierres adossé à un long bloc de pierre (1,70 m sur 0,60 m) couché.
En 2008, un petit coffre, non mentionné par F. Gaillard, mesurant 1 m de côté, a été découvert entre les entrées des deux dolmens. Il pourrait correspondre à un aménagement ultérieur pratiqué dans le cairn au Campaniforme.

## Matériel archéologique
Le recouvrement du monument, sur plus de 1 m de hauteur, par du sable coquillier a permis une conservation exceptionnelle des ossements. Selon le compte rendu de fouilles de F. Gaillard, les deux dolmens auraient renfermé la dépouille de 37 individus a minima, Gaillard estimant lui-même que le seul dolmen A aurait contenu entre une quarantaine et une cinquantaine d'individus.
Le dolmen A comportait deux couches d'ossements séparées par un lit de pierres plates. La plupart des ossements ont été retrouvés sans connexion anatomique, disposés le long de la paroi (une douzaine de crânes) ou directement dans la couche supérieure (une dizaine de crânes) dont un crâne trépané. Le mobilier archéologique découvert comprend un poinçon en bronze, deux haches en diorite, un grain de collier en talc, une épingle en os et quatre vases dont un vase apode caliciforme attribué au Campaniforme. L'hétérogénéité du matériel recueilli laisse supposer que la tombe fut réutilisée lors d'une intrusion au Campaniforme. Le dolmen B comprenait cinq squelettes entiers, l'un en position allongée, les autres en position accroupie le long des parois. Le mobilier archéologique associé correspond à un galet perforé, des tessons d'un vase et des traces d'incinération (charbons et cendres).
Dix crânes et une accumulation d'ossements, avec un fragment de hache, un vase à décor et des fragments de deux autres vases ont été découverts sur la plate-forme extérieure. F. Gaillard avait interprété cet espace comme une vidange du dolmen A mais il pourrait correspondre à « une aire d'activités vraisemblablement en lien avec la phase de construction mégalithique ».
Le crâne trépané découvert dans le niveau inférieur du dolmen A a été daté par le radiocarbone d'une période calibrée comprise entre 3930 av. J.-C. et 3660 av. J.-C. confirmant une possible construction au Néolithique moyen avec une réutilisation au Néolithique récent.